# Plethus kala
Plethus kala är en nattsländeart som beskrevs av Schmid 1960. Plethus kala ingår i släktet Plethus och familjen smånattsländor. Inga underarter finns listade i Catalogue of Life.